# Arnaud Cohen
 (novembre 2023).
 (novembre 2023).
La mise en forme du texte ne suit pas les recommandations de Wikipédia : il faut le « wikifier ».
Les points d'amélioration suivants sont les cas les plus fréquents. Le détail des points à revoir est peut-être précisé sur la page de discussion.
- Les titres sont pré-formatés par le logiciel. Ils ne sont ni en capitales, ni en gras.
- Le texte ne doit pas être écrit en capitales (les noms de famille non plus), ni en gras, ni en italique, ni en « petit »…
- Le gras n'est utilisé que pour surligner le titre de l'article dans l'introduction, une seule fois.
- L'italique est rarement utilisé : mots en langue étrangère, titres d'œuvres, noms de bateaux, etc.
- Les citations ne sont pas en italique mais en corps de texte normal. Elles sont entourées par des guillemets français : « et ».
- Les listes à puces sont à éviter, des paragraphes rédigés étant largement préférés. Les tableaux sont à réserver à la présentation de données structurées (résultats, etc.).
- Les appels de note de bas de page (petits chiffres en exposant, introduits par l'outil «  Source ») sont à placer entre la fin de phrase et le point final[comme ça].
- Les liens internes (vers d'autres articles de Wikipédia) sont à choisir avec parcimonie. Créez des liens vers des articles approfondissant le sujet. Les termes génériques sans rapport avec le sujet sont à éviter, ainsi que les répétitions de liens vers un même terme.
- Les liens externes sont à placer uniquement dans une section « Liens externes », à la fin de l'article. Ces liens sont à choisir avec parcimonie suivant les règles définies. Si un lien sert de source à l'article, son insertion dans le texte est à faire par les notes de bas de page.
- La présentation des références doit suivre les conventions bibliographiques. Il est recommandé d'utiliser les modèles {{Ouvrage}}, {{Chapitre}}, {{Article}}, {{Lien web}} et/ou {{Bibliographie}}. Le mode d'édition visuel peut mettre en forme automatiquement les références.
- Insérer une infobox (cadre d'informations à droite) n'est pas obligatoire pour parachever la mise en page.

Pour une aide détaillée, merci de consulter Aide:Wikification.
Si vous pensez que ces points ont été résolus, vous pouvez retirer ce bandeau et améliorer la mise en forme d'un autre article.
Pour les articles homonymes, voir Cohen.
Arnaud Cohen est un sculpteur et un plasticien franco-portugais, né le 28 janvier 1968 à Paris.

## Biographie

### Carrière
La pratique de Arnaud Cohen, autant pour des problématiques mémorielles qu'écologiques, est essentiellement tournée vers le collage et l'assemblage d'objets existants ou de représentations existantes. Cette pratique lui permet également, déclare-t-il, de « résister à toute tentation décorative ».
Depuis 2020, Arnaud Cohen est cofondateur et directeur de Babel Mallorca, résidence et espace d'exposition à destination des curateurs internationaux à Cala Figuera, Espagne.

## Œuvres

### Campagnes JPR
Depuis 2005, date de la création de son personnage fictif Jean-Paul Raynaud, archétype de l'artiste officiel, Arnaud Cohen s'empare de la forme des campagnes d'affichage politique. Il a ainsi collé en différents lieux de fausses affiches aux slogans ambigus et raillant les rapports des artistes français à l'institution tel que « En France les artistes exigent que les galeries soient nationalisées sinon à quoi bon faire de l'art officiel ». 

### Dansez sur moi
Dansez avec moi traite d'un épisode local de la Collaboration. Cette œuvre a été présentée dans le cadre d'une exposition monographique au Kunstverein am Rosa Luxembourg Platz de Berlin en 2017 ainsi qu'au Mémorial de la Shoah en 2018 dans le cadre de l'exposition Regards d'artistes rassemblant les œuvres de cinq artistes contemporains sur la Shoah.
L’œuvre de Arnaud Cohen est composée de trois tombes fictives : celle de Maurice Rocher, propriétaire d’usines, Jean Bichelonne, ministre de Vichy et partisan de la Collaboration, polytechnicien en charge avec Albert Speer de la mission d'intégrer les usines françaises au complexe militaro-industriel du 3e Reich, et de Wernher Von Braun, qui dirige l’usine souterraine des fusées V1 et V2 du camp de Dora.
L'œuvre d'Arnaud Cohen a fait l'objet d' une exposition monographique et d'une rétrospective au musée de Sens de juin à septembre 2015. Menacée de censure, l'exposition a été maintenue dans son intégralité grâce au soutien de l'Association internationale des critiques d'art.

## Expositions

### Biennales
- 2024
  - Contextile,Guimarães, Portugal[6].
  - Biennale textile de Clermont-Ferrand (FITE), Chapelle des Carmes-Déchaux, Clermont-Ferrand, France.2023
- 2023
  - Something Else Cairo Biennale, le Caire Égypte[7].
  - Bienalsur,Buenos Aires, Argentine & Mallorca, Espagne[8],[9].
  - FITE, National Museum of Lithuania, Vilnius, Lituanie[10].
- 2022
  - Biennale textile de Clermont-Ferrand (FITE), Clermont-Ferrand, France[11].
- 2020 
  - Kampala Art Biennale (KAB20),Ouganda, curator Simon Njami[12]
- 2017   
  - Biennale de Venise, Salon Suisse (official Swiss programm), curator Koyo Kouho, Palazzo Trevisan[12]
  - Venice Biennale, Arts and Globalization Pavilion, curator Rikke Jorgensen, Palazzo Rossini[12]
  - Bienalsur, Untref Museum Buenos Aires, curator Anibal Jozami and Diana Wechsler[12]
- 2016    
  - Dak'art Biennale, curator Simon Njami, Raw Material[12]
- 2015    
  - Something Else Cairo Biennale, curator Moataz Nazr[12]
- 2009    
  - Poznań Sculpture Triennale, Personalities of Contemporary Sculpture[12]

### Expositions monographiques
- 2025
  - Where is Home?, curatée par Paul Ardenne à la Sorbonne ArtGallery, Université Paris la Sorbonne, Paris, France[13]
- 2024
  - Effacements/Errasures, curatée par Enrico Lunghi à Le Mur Moret, Moret sur Loing, France[14]
- 2023
  - Few memories of things past, curatée par Simon N'jami à Babel Mallorca, Cala Figuera, Espagne[15]
- 2022
  - Echologie, Galerie Valérie Delaunay, Paris France[16]
- 2018
  - Ich freute mich auf einen letzten Tanz, Galerie Nagel Draxler, Cologne, Allemagne[17]
- 2017
  - Hunting Season, Kunstverein am Rosa–Luxemburg–Platz, Berlin, Allemagne[18]
- 2016
  - Tout Doit Disparaitre, curatée par Valentina Levy, Villa Ada, Rome, Italie[19]
- 2015    
  - Rémission[20] + Retrospection  solo exhibition + retrospective, Musées de Sens et Palais Synodal, Sens, France
- 2013    
  - Play It Again Pam, Sisyphus is a woman[21], curator édition du petit o, Chillon Fortress, Switzerland
- 2012   
  - Espaces Augmentés[22],[23] La Coutellerie, Chatellerault, France
  - Ruins of Now, une archéologie du contemporain[24],[25],[26], solo exhibition, Galerie Laure Roynette, Paris,  France

### Expositions de groupe (sélection depuis 2010
- 2023
  - Stayin' Alive, curatée par Pierre-Olivier Rollin au BPS22 - Musée d'art de la Province de Hainaut, Charleroi, Belgique[27]

- 2022
  - Summer Show 2022, curatée par  Isabel de Vasconcellos à la Royal Society of Sculptors de Londres, Royaume Uni[28]
- 2019
  - Regards d'Artistes, Mémorial de la Shoah, Paris, France[29]
- 2018
  - Talking About A Revolution! curatée par Paul Ardenne avec Oksana Shachko, à 22 Visconti, Paris[30]
- 2016
  - Do Disturb Festival, Palais de Tokyo, Paris, France[31]
- 2015
  - A l'Ombre d'Eros, une histoire d'amour et de mort, Musée de Brou, Bourg-en-Bresse, France
- 2013
  - Diary of a Thief, curatée par Stephen Sarrazin à Sunday Issue, Tokyo, Japan
- 2011
  - L'art fait le mur, acquisitions de l'artothèque d'Angoulème

### Collections publiques
Collections publiques Belges BPS22, Musée d'Histoire Contemporaine, Ville de Chatellerault (commande espace public), artothèques (Angoulème, Poitiers, Chatellerault...)